# Caverna do Couto
Caverna do Couto, oficialmente Caverna do Morro do Couto,  é uma das cavernas situadas no Núcleo Santana, o qual faz parte do Parque Estadual Turístico do Alto do Ribeira (PETAR). Situado no município de Iporanga, em São Paulo, no Brasil. A caverna é do período Proterozoico, Mesoproterozoico pela Unidade de Tempo Geológico. A rocha predominante é o Metacalcário. Caverna do Couto é um sítio da Geodiversidade de Relevância Nacional.
A caverna tem possibilidade de visitação para todos os turistas que visitarem o local. A visitação, assim como todas as outras cavernas, necessita da presença de um Monitor Ambiental.

## Caracterização
Gruta Morro Preto e a Caverna do Couto são partes de uma única cavidade do Sistema Cárstico Onça Parda - Morro Preto – Couto. A ligação entre elas se dá através do rio subterrâneo, mas não é acessível ao visitante comum.
O acesso a caverna é realizada por um pórtico pequeno, sendo necessário abaixar-se para entrar e que pela geografia deste ventos fortes e frios são constantes. O tamanho da entrada faz com que haja pouca luz solar, que somado a grande umidade provinda dos corpos d'água e o piso entrecortado fazem com que a ocupação humana no local seja quase que descartada, não havendo registros para tal. Ao descer a escada é possível ver e acessar a confluência de dois corpos d'água uma proveniente da gruta do Morro Preto, e a direita as águas do córrego do Couto.

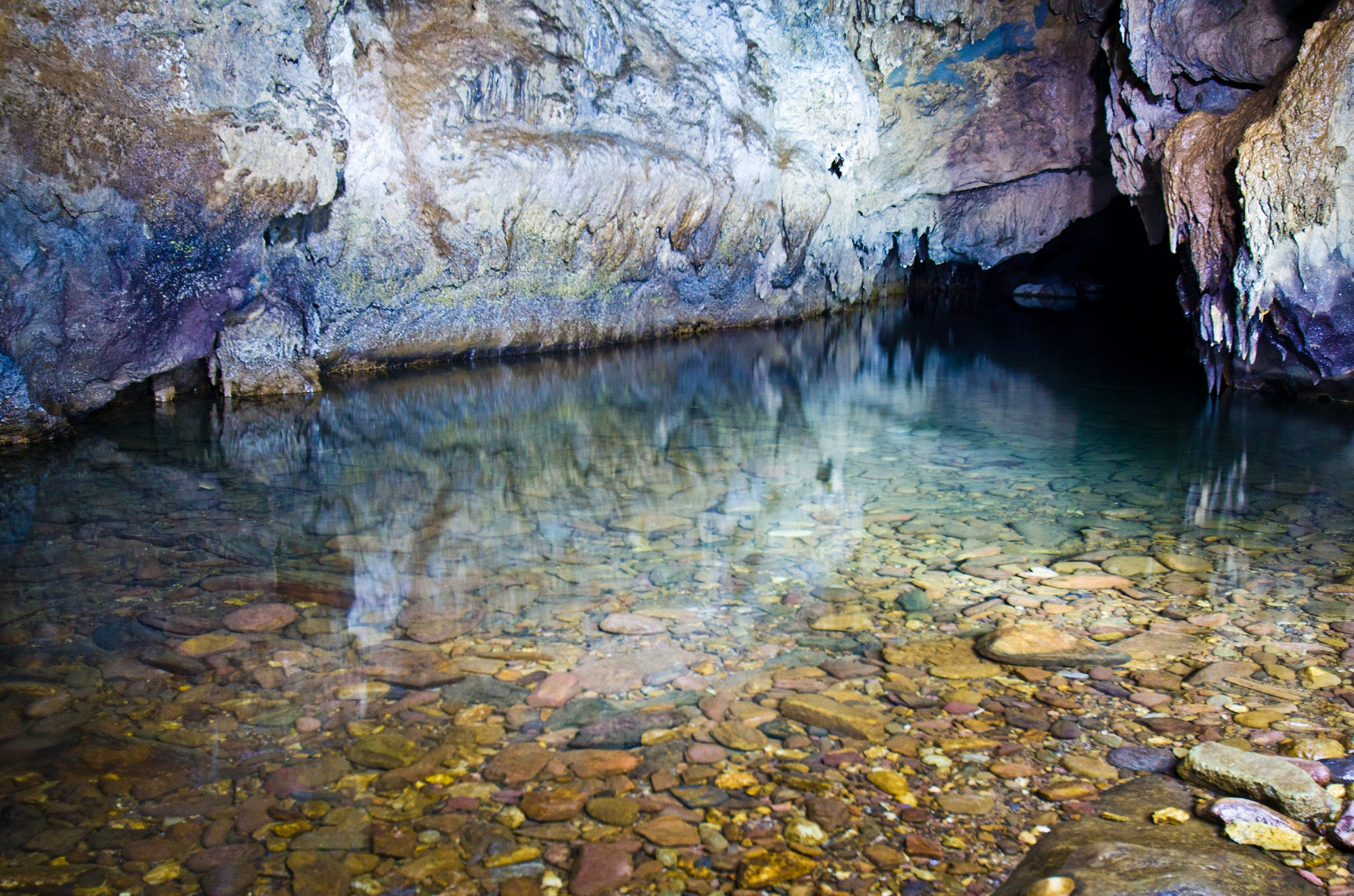
Pedras diversas
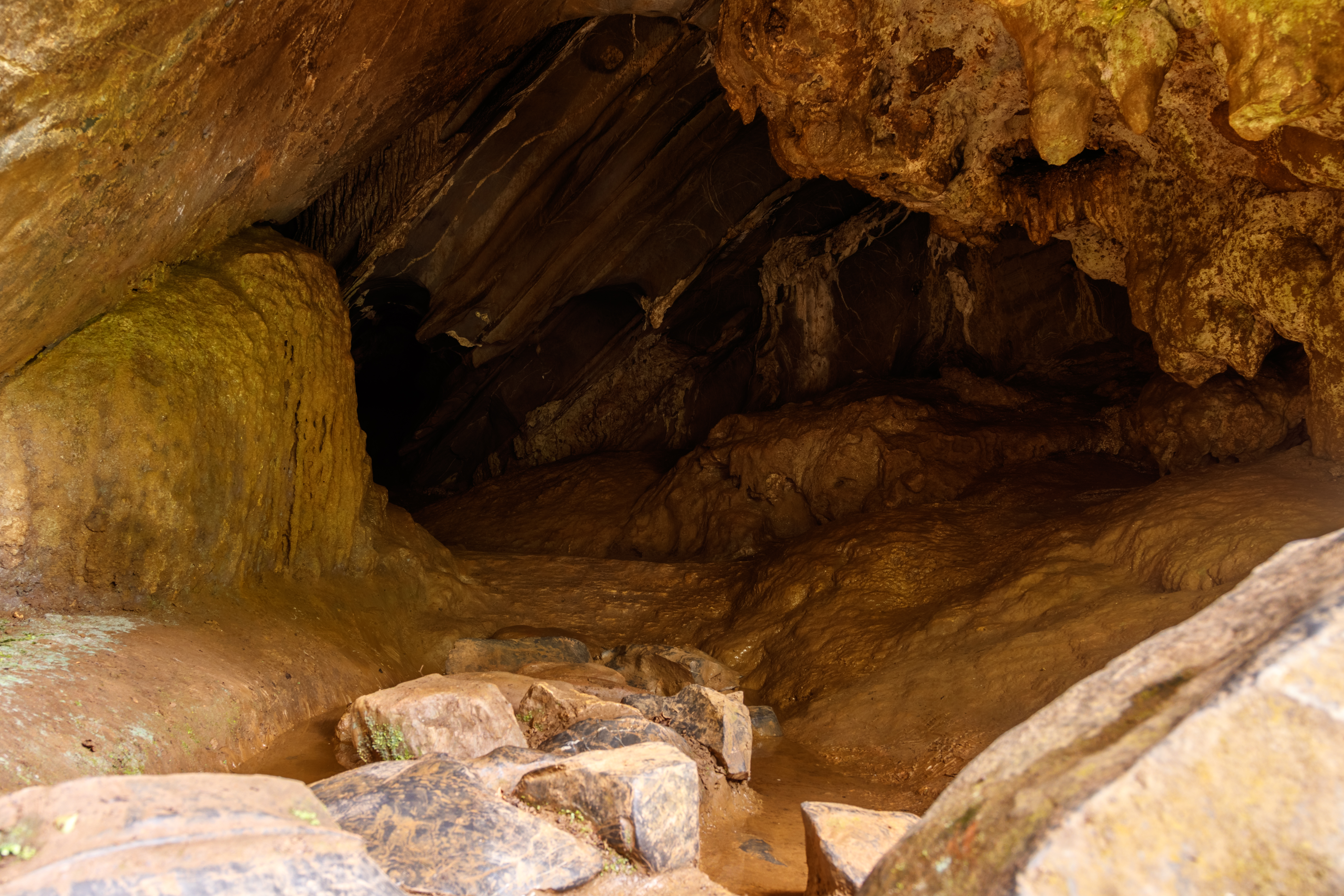
Entrada da caverna
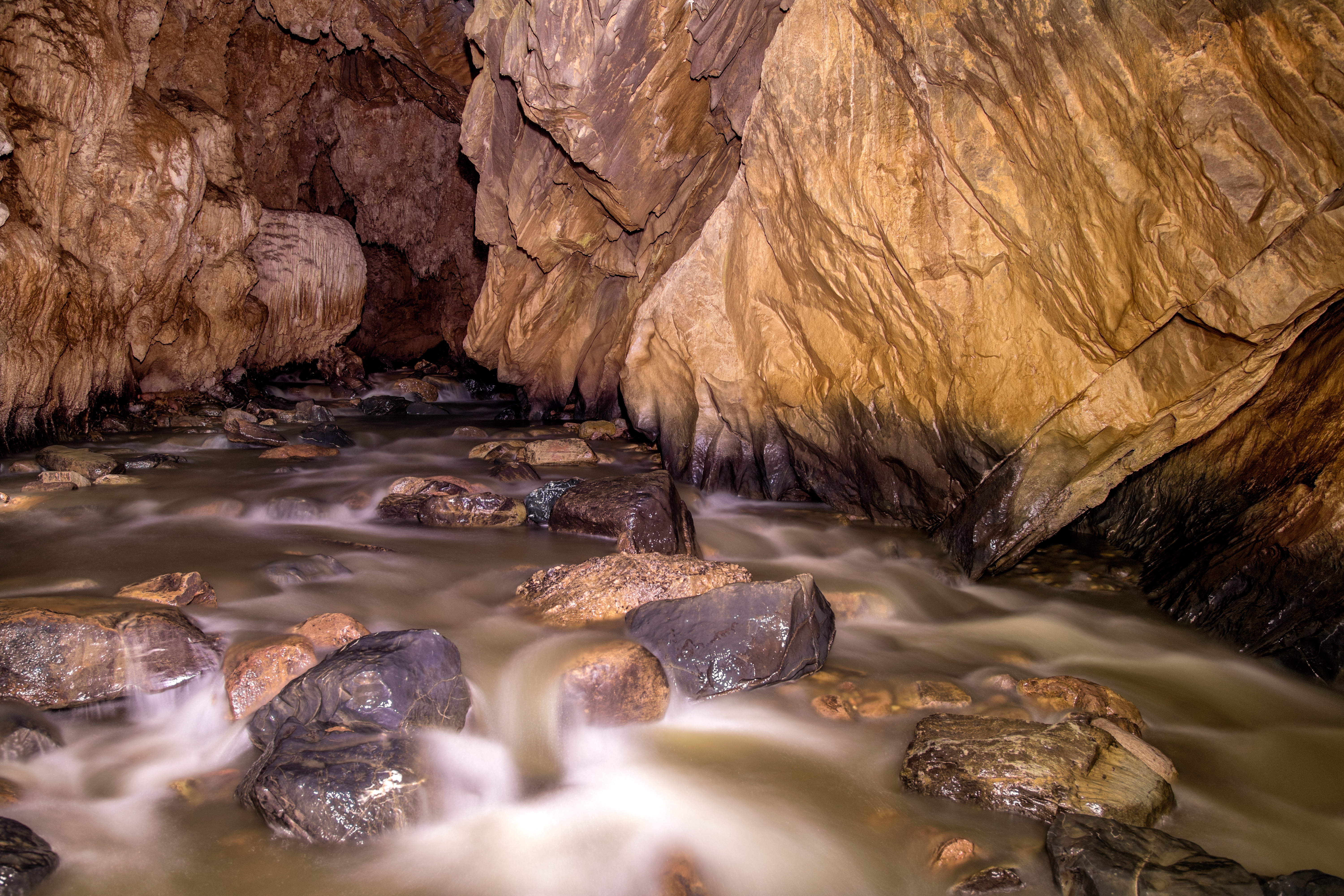
Corpo d'água próximo a entrada da caverna
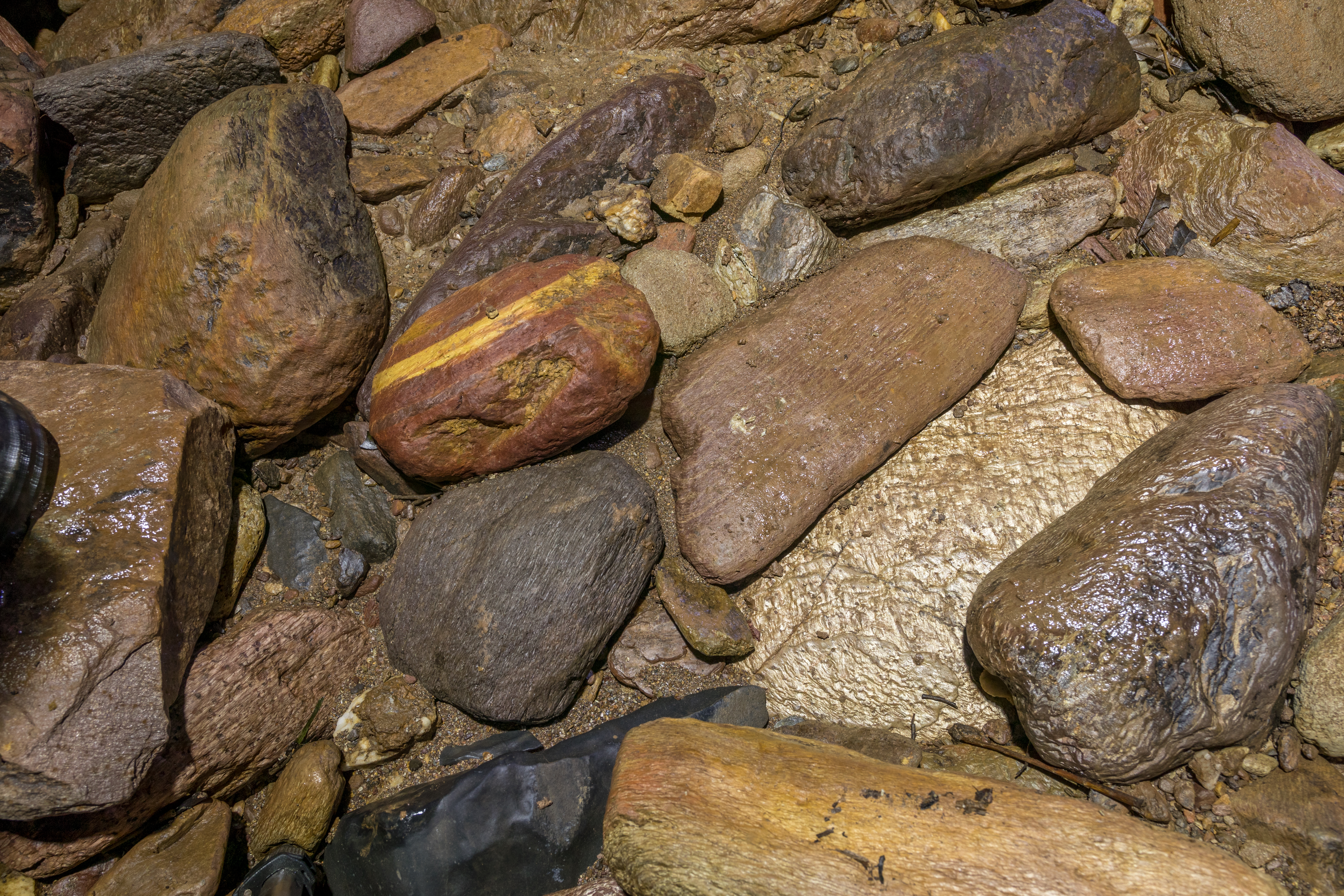
Piso da caverna
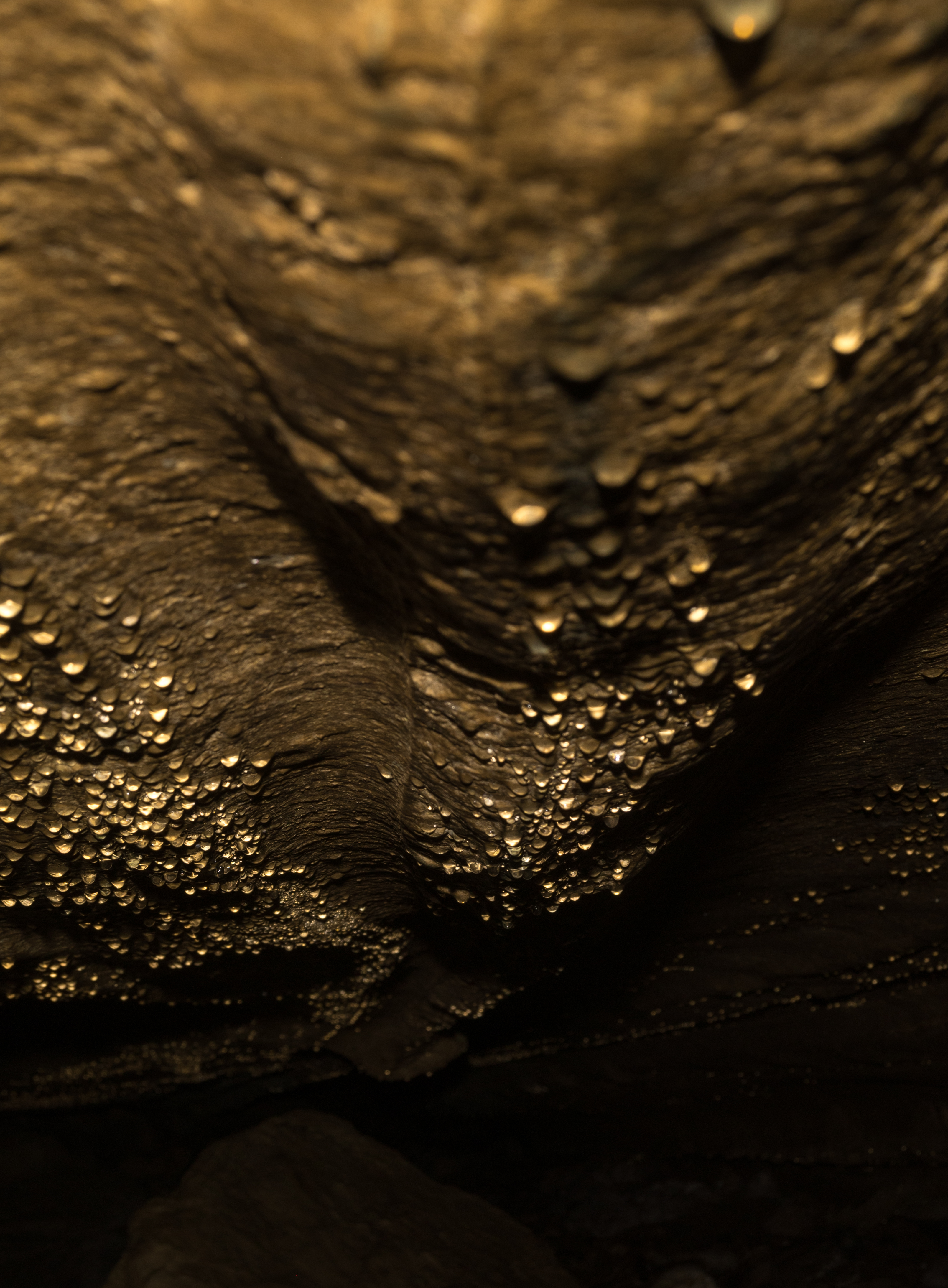
Detalhe do teto úmido da caverna

A caverna é pouco ornamentada, apresentando um "conduto retilíneo de forma freática", ou seja, suas paredes foram moldadas pelas águas e fica aparente. A caverna termina em um sumidouro, onde se desenvolveu um pórtico de grande tamanho, pelo processo de incasão (desplacamento de blocos).

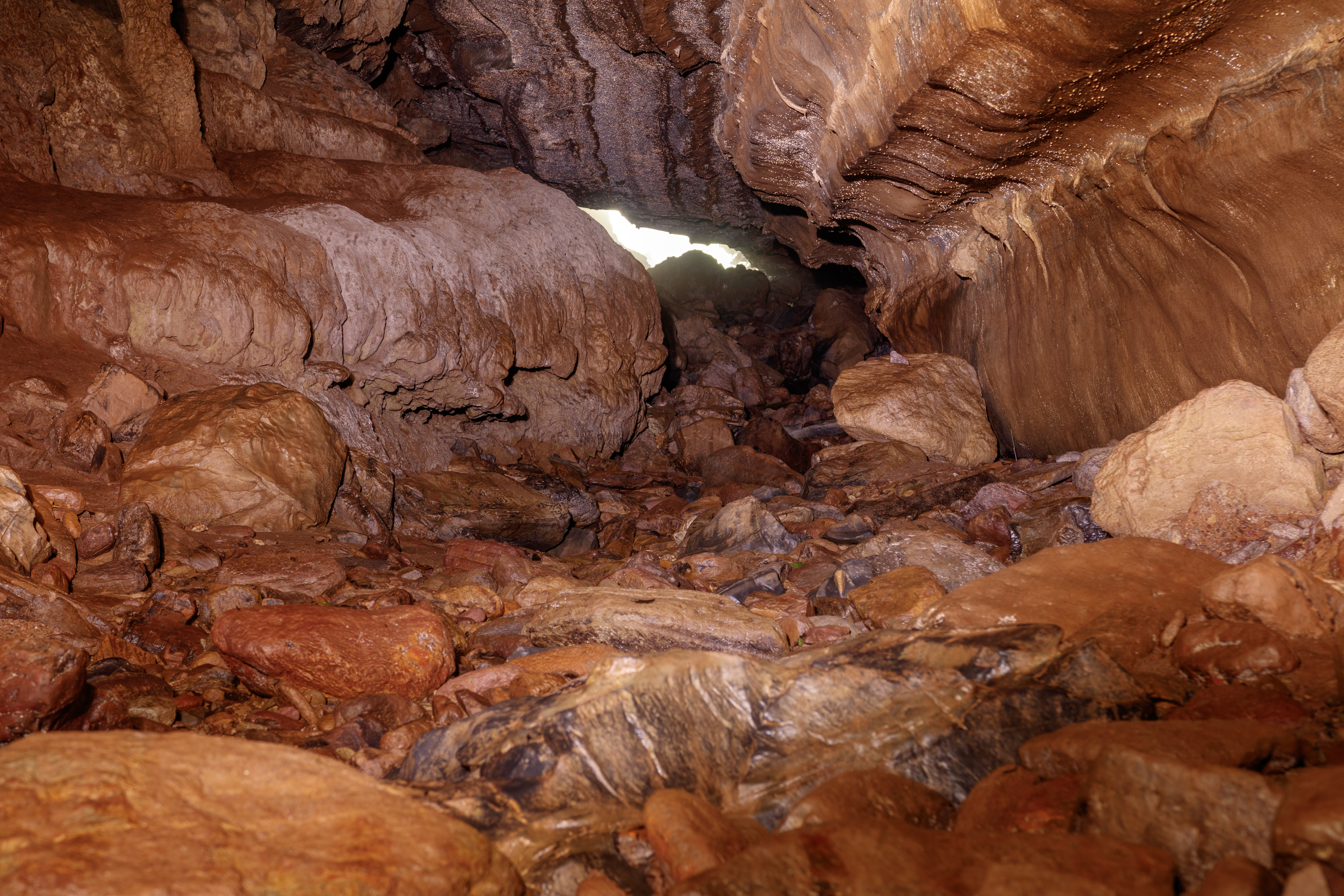
Salão mostrando falta de ornamentação
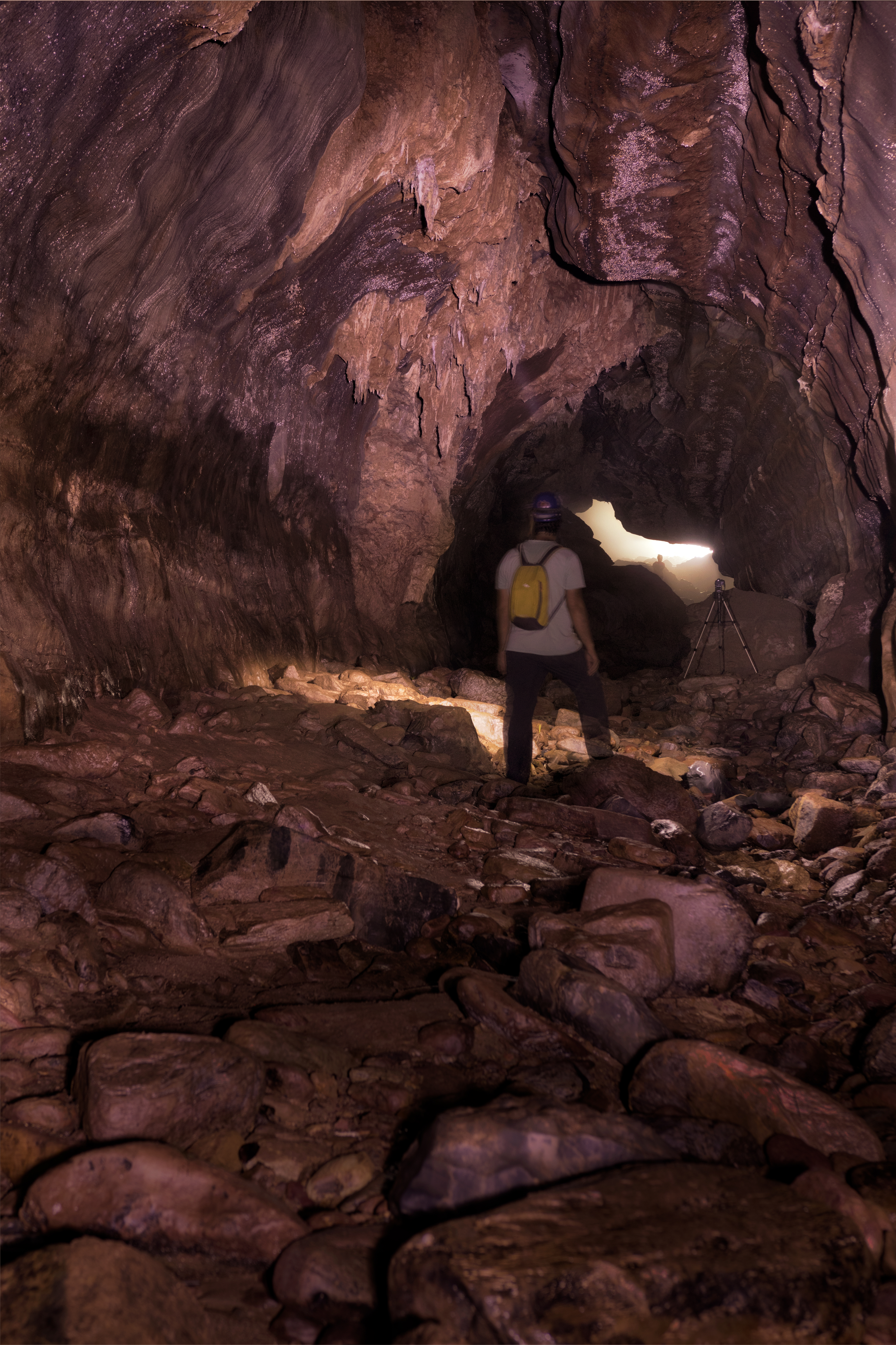
Perfil do conduto principal exibindo feições de iniciação freática e evolutivas vadosas.
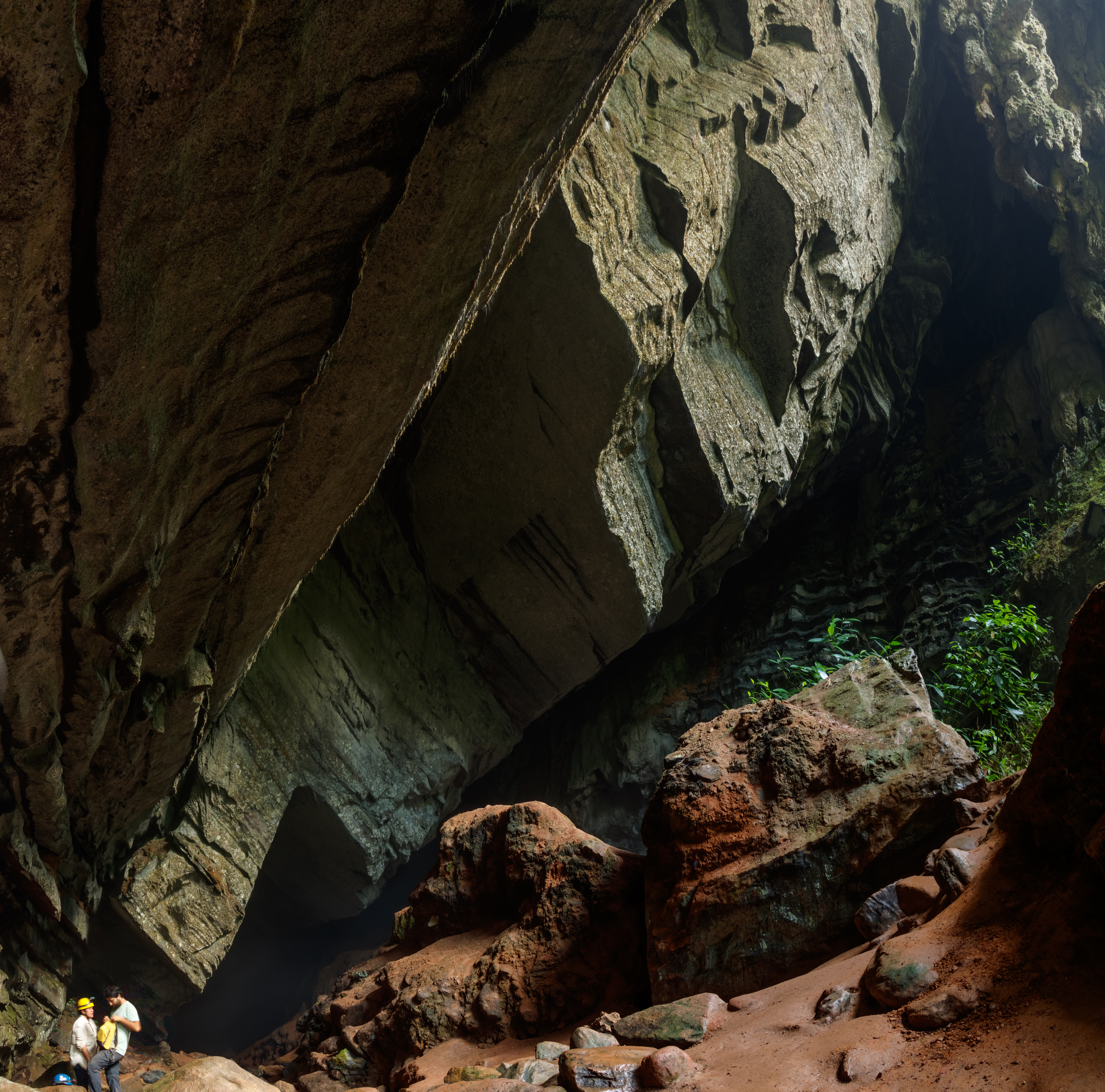
Saída da caverna

## Histórico
Registrada em 1908 por Richard Krone, o naturalista e paleontólogo realiza os primeiros croquis e descreve a presença de líticos e cerâmicos, fogueiras e grande quantidade de carapaças de moluscos, normais a ocupação humana.
Nos 1960 explorações espeleológicas foram realizadas nesta gruta, em 1964 Le Bret e Lourival de Campos Novo realizaram sua topografia.
Ainda nos anos 90 o Instituto de Geociências da USP e o Grupo Pierre Martin de Espeleologia redesenharam o mapa da caverna, e é esse ainda o atualmente utilizado.

## Biodiversidade

### Flora
A entrada e a saída da caverna diferem quanto a sua vegetação. Na entrada da caverna é possível encontrar uma grande concentração de vegetação arbórea, dentre delas figueiras, juçaras ("palmito juçara") e Dahlstedtia pinnata (Benth.) Malme. Chegando a ter indivíduos com mais de 20 m de altura.
Já na saída da caverna onde encontra-se um corpo d'água, as árvores não são tão desenvolvidas, e há a presença de indivíduos dos clados Virola, Eugenia, Ficus, Myrtaceae, Rubiaceae. E ainda também a espécie Dahlstedtia pinnata (Benth.) Malme

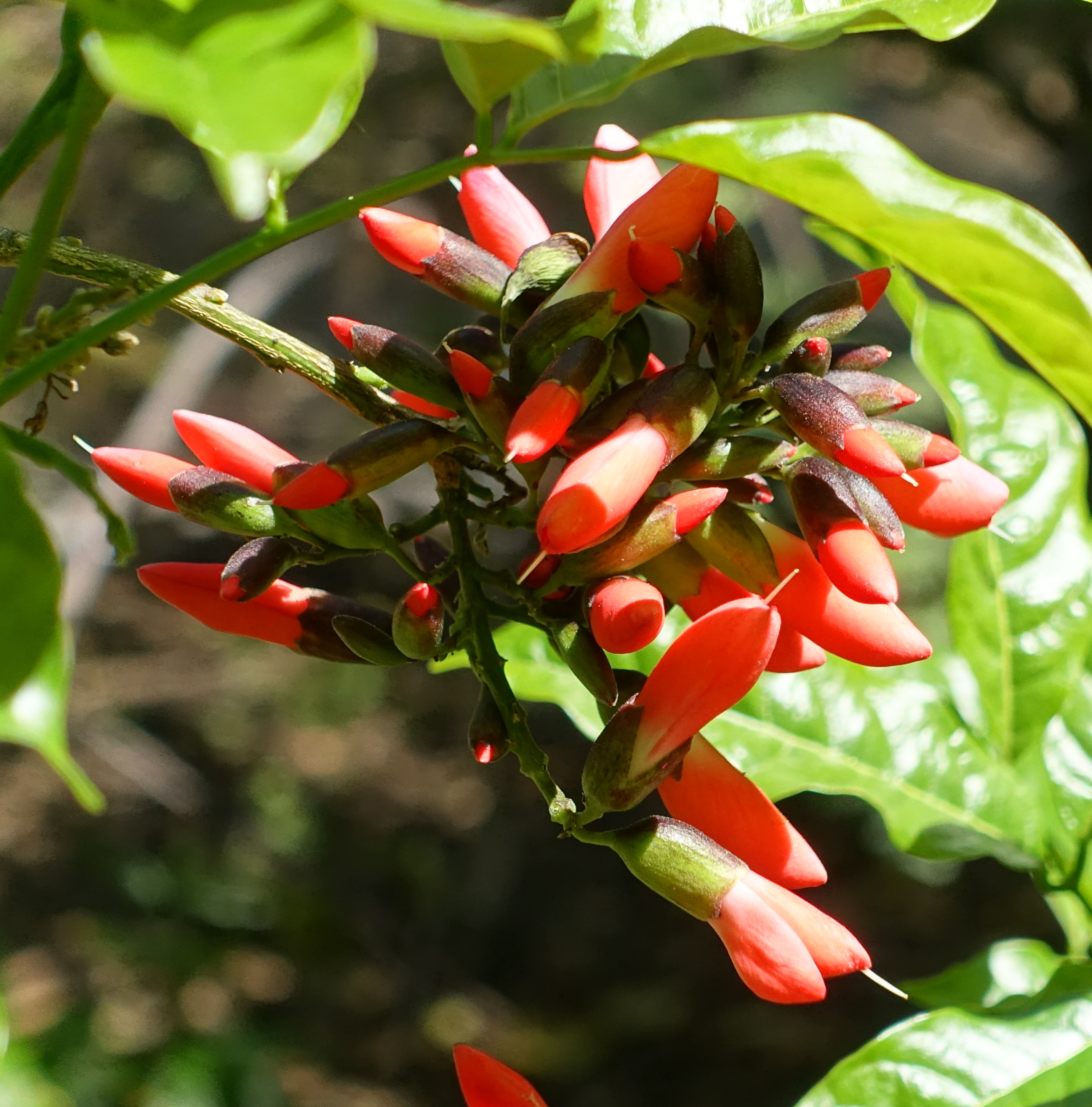
Dahlstedtia pinnata (Benth.) Malme
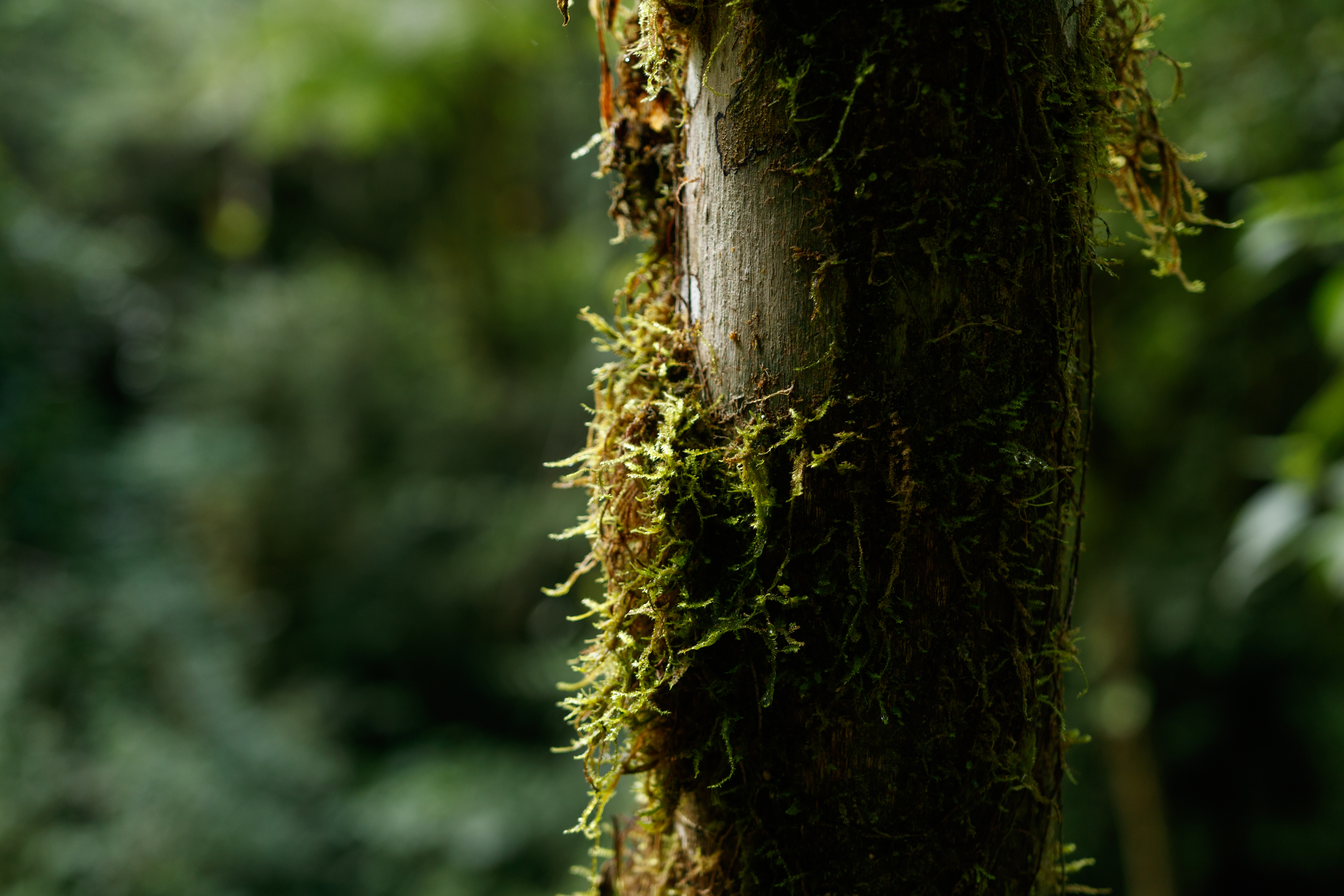
Tronco de juçara
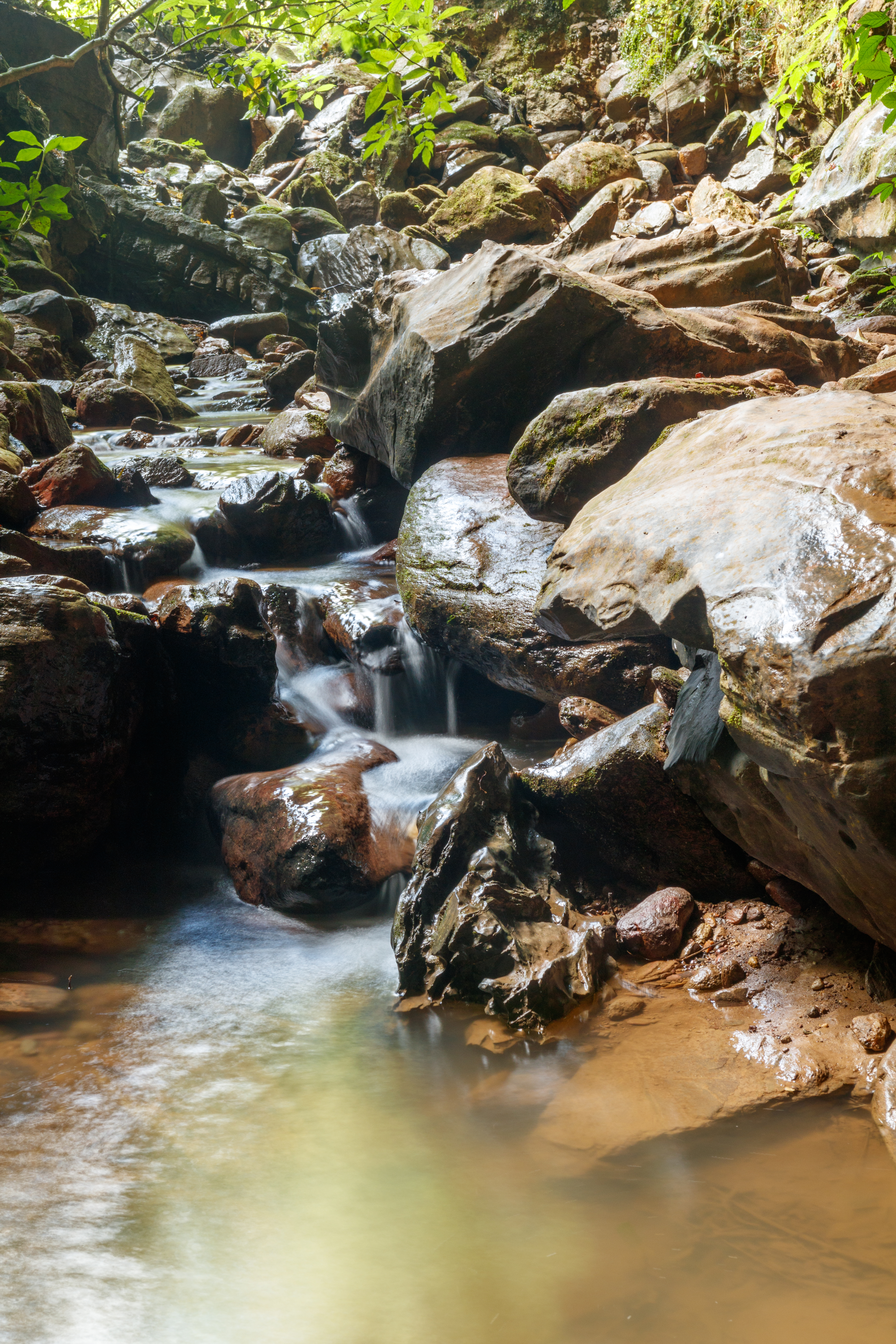
Corpo d'água na saída da caverna
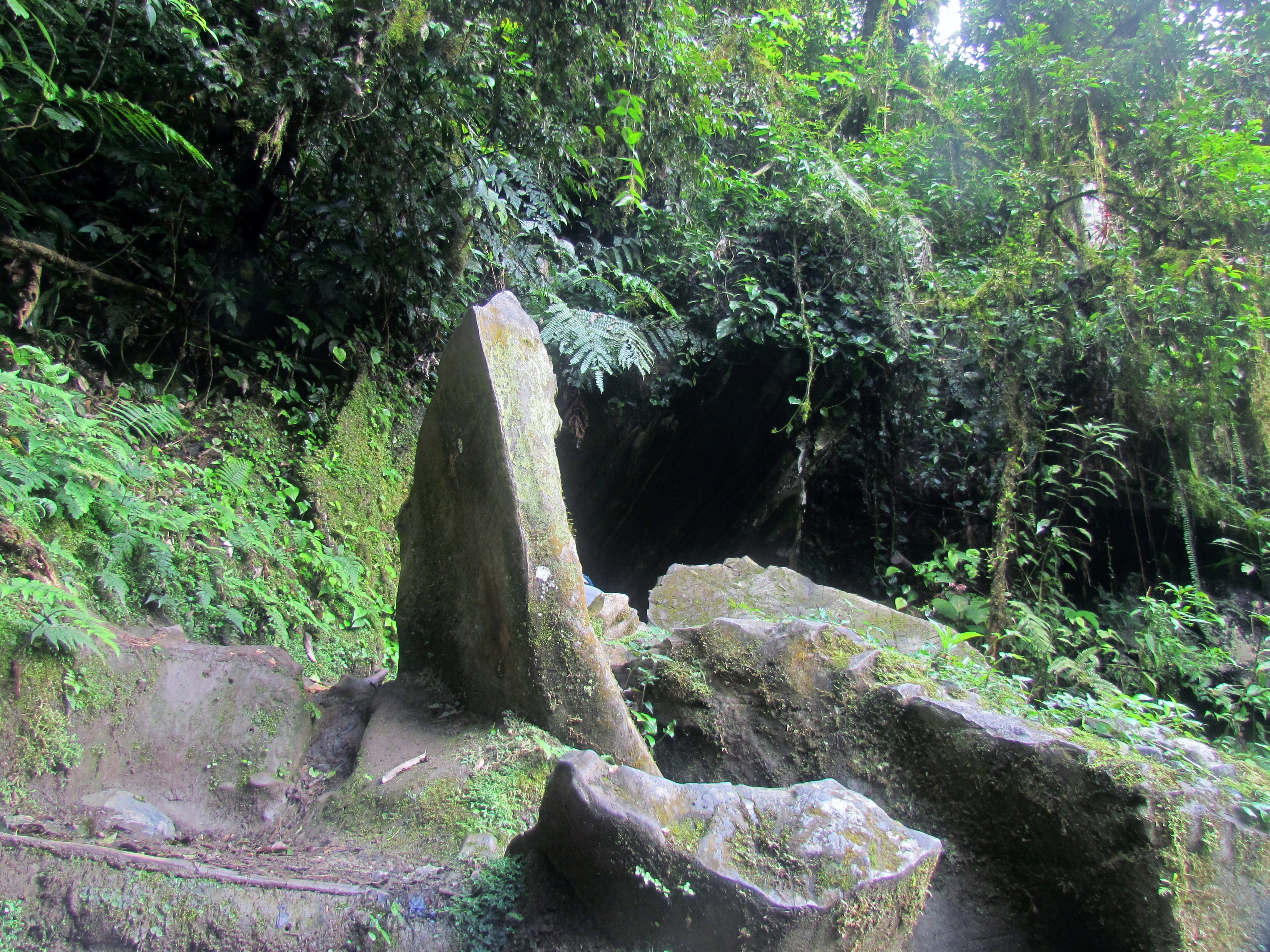
Vegetação na entrada da caverna
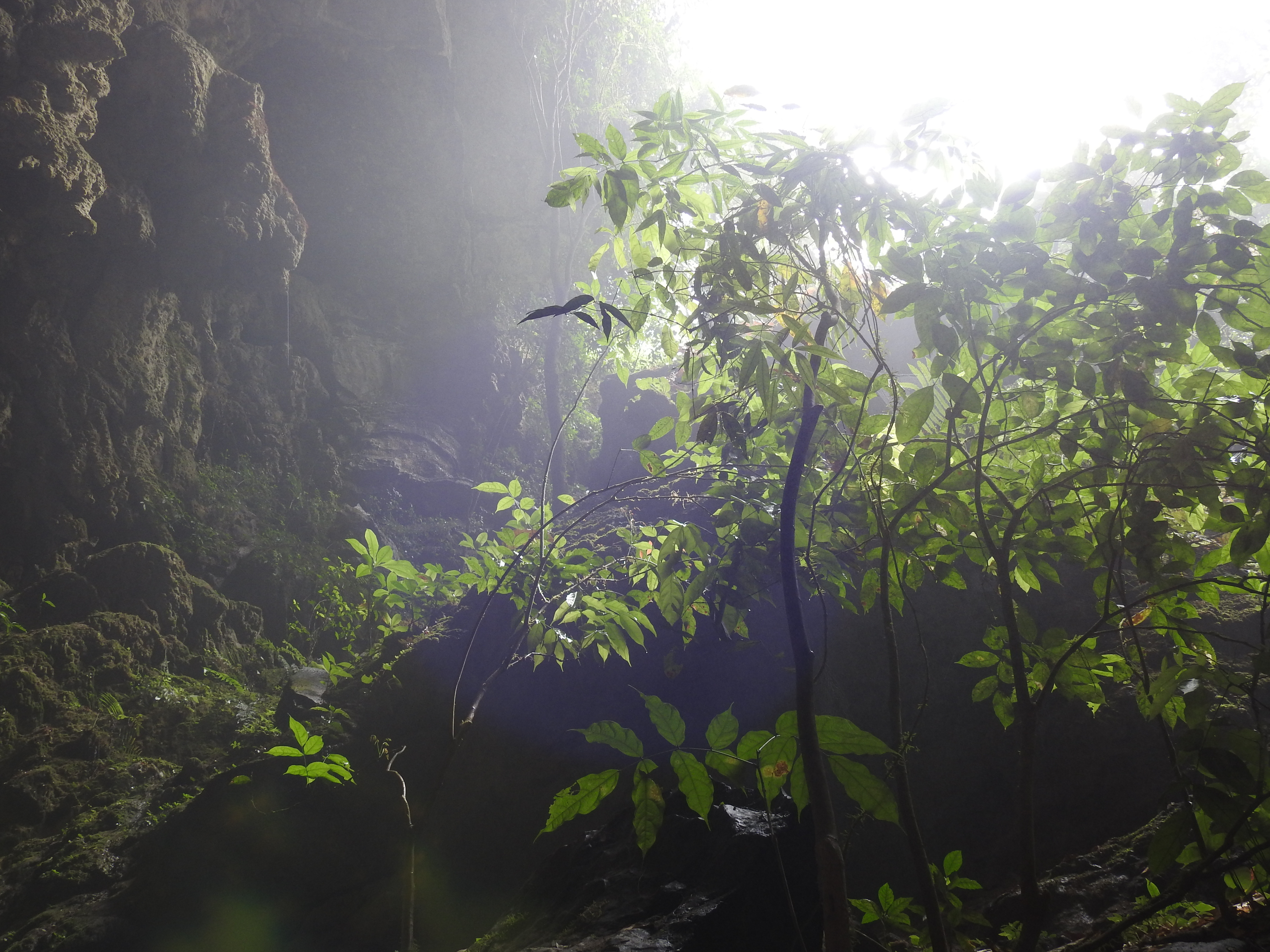
Vegetação na saída da caverna

### Fauna
Já foram registrados na caverna mais de 57 espécies terrestres, sendo dessas 2 apenas apresentando troglomorfismos. Dentre os invertebrados , dentre os vertebrados 8 espécies de morcego e cuíca-d'água e lontra-neotropical.